# El Popular (Perú)
El Popular es un diario de Perú fundado en 1984. Pertenece al Grupo La República Publicaciones Tiene ediciones regionales en el norte y sur del país. De corte popular, se ha convertido en uno de los líderes en los medios de comunicación en temas relacionados con policiales, actualidad y espectáculos.

## Historia
Fue fundado el 16 de septiembre de 1984 por Gustavo Mohme Llona, Carlos Maraví Gutarra y Guillermo Thorndike, pertenecientes al grupo empresarial que editaba el diario La República. Como su nombre lo indicaba, estaba destinado a las clase populares; además de información, su propósito era brindar cultura y entretenimiento. Su primer titular fue: «Devolverían latifundios a ex dueños», lo que hacía también presagiar un interés social. Pero no tardó en orientarse hacia el sensacionalismo y el amarillismo.
En 1986 inauguró una rotativa Goss Suburban de seis cuerpos, con capacidad para 50 000 ejemplares por hora. Originalmente, el diario era de tamaño berlinés y contaba con 16 páginas. Constituyó una novedad para el periodismo peruano que todas sus páginas estuvieran impresas a full color, aunque después se limitó solo a la portada y contraportada, y a las páginas centrales. Actualmente es de formato tabloide y cuenta con 24 páginas.
Su primer director fue Guillermo Thorndike (que simultáneamente dirigía La República), pero casi de inmediato fueron nombrados como directores José Olaya Correa y Lorenzo Villanueva.
Fue Olaya Correa quien orientó al diario hacia el estilo vulgar y sensacionalista, empezando por colocar en su portada fotos de vedettes en sugestivas poses, estilo que en los años 1990 sería ampliamente explotado por los llamados periódicos chicha. También usufructuó de la crónica roja, exponiendo fotografías de cadáveres y sangre.
Después de tres meses y medio, Olaya y Villanueva renunciaron por diferencias irreconciliables con Thorndike y los otros miembros del directorio, y crearon su propia empresa periodística, que fue El Nacional.
En diciembre de 1984 asumió como nuevo director el periodista piurano Owen Castillo Hurtado, que permaneció en  el puesto durante catorce años y mantuvo el estilo impuesto por Olaya.
Entre sus redactores y colaboradores destacaron: Guido Monteverde, César Augusto Dávila, Reynaldo Naranjo, César Calvo, Delfina Becerra, Maritza Espinoza, Armando Campos, Ernesto Chávez, Juan de Dios Rojas, Lorenzo Villanueva, Omar Swayne, entre otros.
Desde mediados de los años 2010 se ha caracterizado por su antifujimorismo.

## Secciones
- Espectáculos
- Actualidad
- Deportes
- Vida
- Virales
- Educación
- Horóscopo
- Mundo
- México
- Sexo sentido
- Lo último
- Promociones
- Archivo

## Directores
- Guillermo Thorndike (1984)
- José Olaya Correa, junto a:
- Lorenzo Villanueva (setiembre-diciembre de 1984)
- Owen Castillo Hurtado (1985-1998)
- César Augusto Dávila (1998)
- Jaime Asián (1998-2004)
- Félix Grijalva (2004-2006)
- Alan Morales López (2006-2023)